# Ollainville (Vosges)
Ollainville ist eine französische Gemeinde mit 74 Einwohnern (Stand: 1. Januar 2022) im Département Vosges in der Region Grand Est (bis 2015: Lothringen). Sie gehört zum Arrondissement Neufchâteau  und zum Gemeindeverband Ouest Vosgien. Die Bewohner werden Ollainvillois genannt.

## Geografie
Die Gemeinde Ollainville liegt etwa auf halbem Weg zwischen den Städten Neufchâteau und Vittel. Aus dem flachwelligen landwirtschaftlich genutzten Gelände ragt im Westen der Gemeinde der Höhenzug Colline Saint-Hilaire spornartig etwa 90 Höhenmeter über der Umgebung auf. Die steilen West-, Süd- und Osthänge der Colline Saint-Hilaire sind bewaldet; auf dem Bergplateau wird mit 435 m der höchste Punkt in der Gemeinde erreicht. Umgeben wird Ollainville von den Nachbargemeinden Darney-aux-Chênes im Norden, Sandaucourt im Osten, Hagnéville-et-Roncourt im Süden, Aulnois im Südwesten sowie Landaville und Rouvres-la-Chétive im Nordwesten.

## Bevölkerungsentwicklung
| Jahr      | 1962 | 1968 | 1985 | 1982 | 1990 | 1999 | 2006 | 2014 | 2021 |
| Einwohner | 124  | 125  | 103  | 99   | 90   | 75   | 74   | 65   | 75   |

Im Jahr 1836 wurde mit 268 Bewohnern die bisher höchste Einwohnerzahl ermittelt. Die Zahlen basieren auf den Daten von cassini.ehess und INSEE.

## Sehenswürdigkeiten
- Kirche Saint-Hilaire
- Kapelle Saint-Hilaire aus dem 19. Jahrhundert auf dem Plateau der Colline Saint-Hilaire

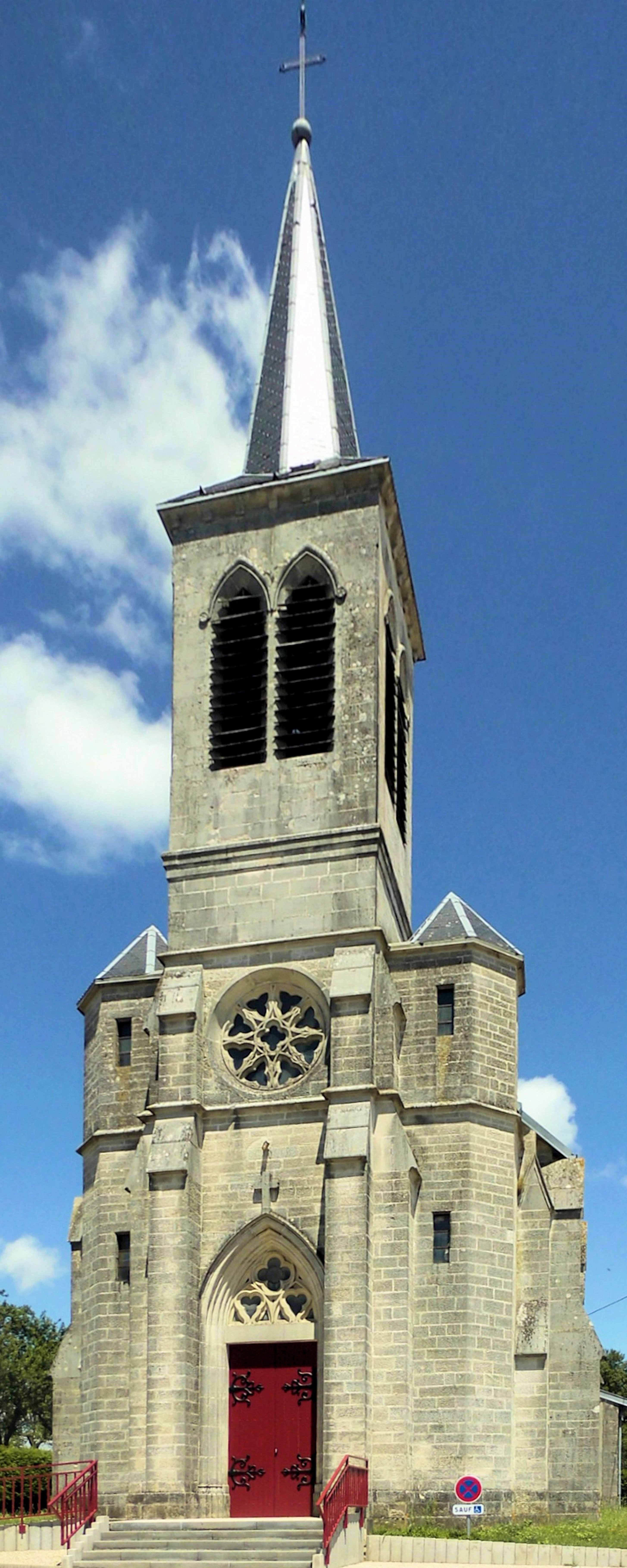
Kirche Saint-Hilaire
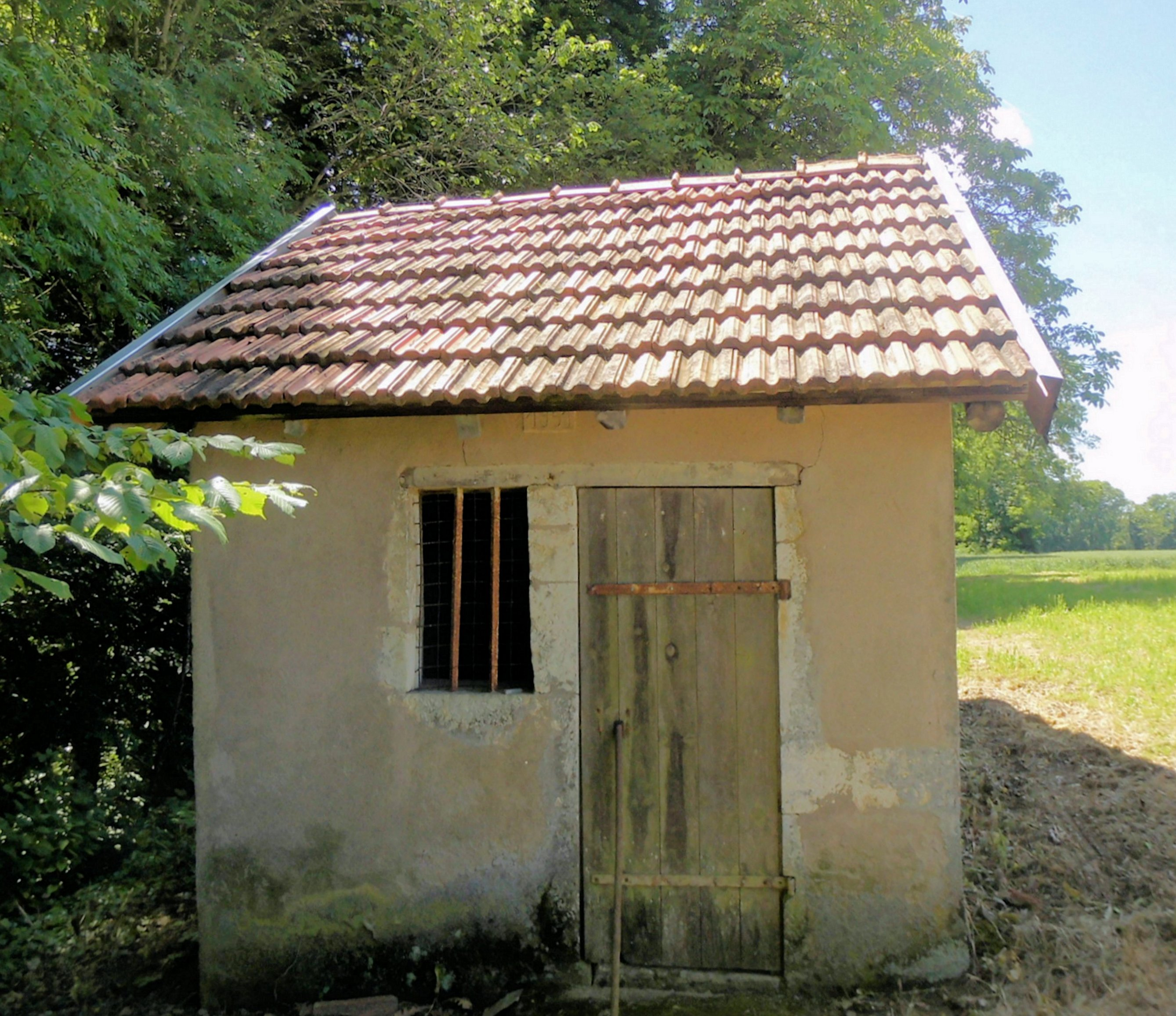
Kapelle Saint-Hilaire
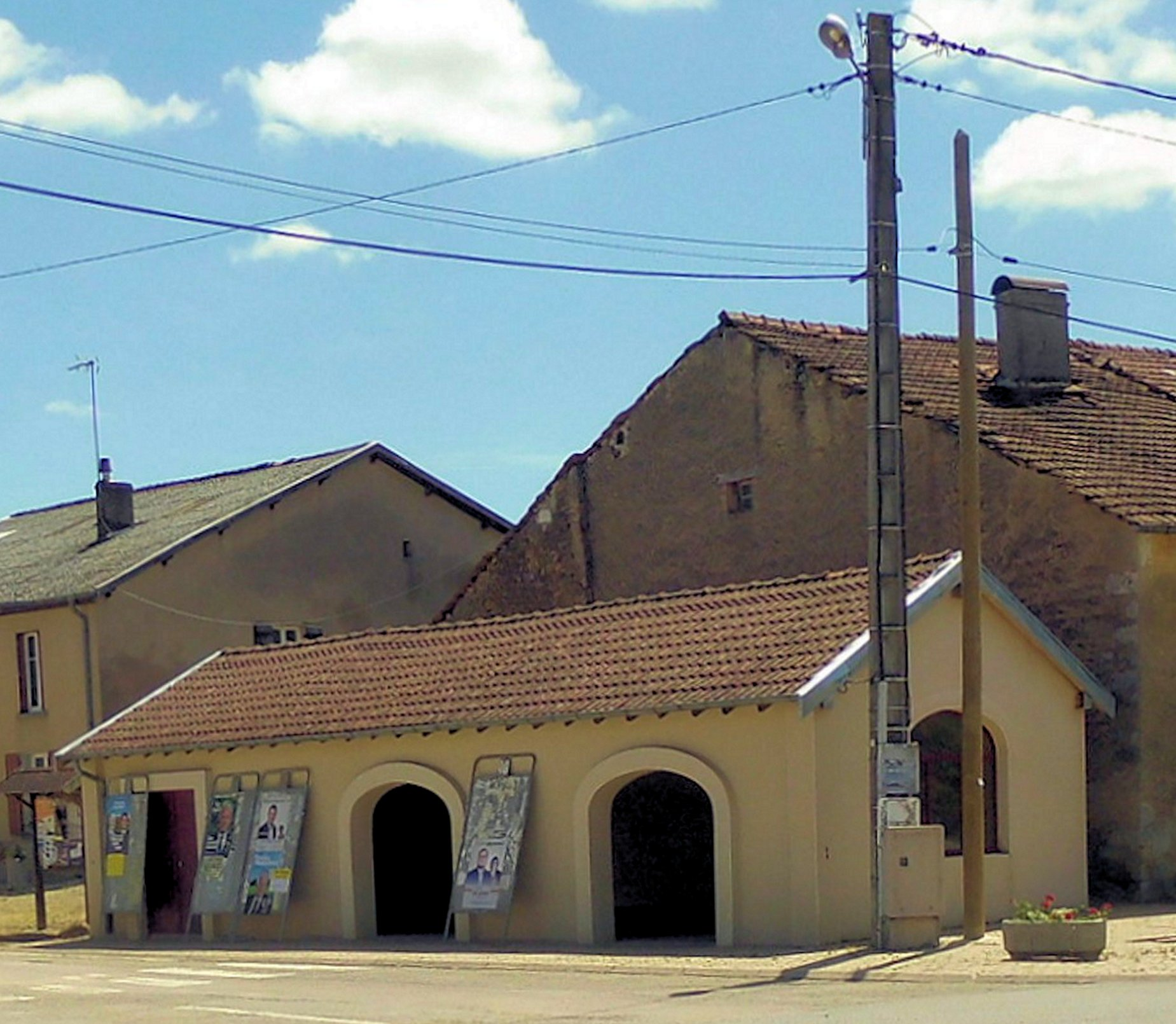
Lavoir (ehemaliges Waschhaus)

## Wirtschaft und Infrastruktur
In Ollainville gibt es fünf landwirtschaftliche Betriebe (Getreideanbau und Milchviehwirtschaft).
Durch Ollainville  führt die Fernstraße D 16 von Aulnois nach Châtenois. Die Autoroute A31 verläuft fünf Kilometer östlich von Ollainville. Durch das Gemeindegebiet von Ollainville führt die Bahnlinie von Neufchâteau nach Gironcourt-sur-Vraine (ursprünglich bis Épinal). Der Personenverkehr wurde 1989 stillgelegt, den verbliebenen Güterverkehr auf dem 27 Kilometer langen Abschnitt von Neufchâteau zum Glaswerk Gironcourt betreibt die SNCF.

## Belege
1. ↑  Ollainville auf cassini.ehess
2. ↑  Ollainville auf INSEE
3. ↑  Landwirtschaftsbetriebe auf annuaire-mairie.